# Сулима, Иван Фёдорович
Ива́н Фёдорович Сули́ма (укр. Іван Федорович Сулима; умер в марте 1721) — казацкий полководец, генеральный хорунжий (1708—21), наказной гетман (с 1718). Сын переяславского полковника Фёдора Сулимы, отец переяславского полковника Семёна Сулимы.

## Биография
Происходил из рода казацкой старшины. Его отец, служивший когда-то в Речи Посполитой, получил 29.6.1689 года универсал гетмана Ивана Мазепы на сёла Гудовку (46 дворов) и Михальчину Слободу (90 дворов). Эти земли принадлежали Ивану Фёдоровичу, а потом его сыну.
Впервые упоминается в 1673 году, когда он ездил с отцом в Москву, чтобы принять русское подданство.
В 1687 году был назначен сотником воронковского Переяславского полка. В 1693 году — войсковой товарищ, в 1701—1703 годах — знатный войсковой товарищ. В 1708 году получил чин генерального хорунжего и находился на этой должности до конца жизни.
Сулима принимал участие в Чигиринском (1677) и Перекопских походах (1687, 1689). В 1695 г. под командованием Мазепы принимал участие во взятии крепостей Казикермен, Тавань, Каменный Затон и других. Отличился в Полтавской баталии. В 1711 году сопровождал царя в Прутском походе.
В 1718 году И. Ф. Сулиму назначили наказным гетманом над 7-м украинским полком и отправили в Царицын. Но в 1721 году вместе с 20-тысячным казацким войском его внезапно перевели на север Российской империи — на строительство канала на Ладожском озере, где вследствие плохих климатических условий он заболел и умер в Вышнем Волочке.
Похоронен в родовом поместье, в с. Сулимовка (ныне Бориспольского района Киевской области), рядом с женой Марией, дочерью полковника Леонтия Полуботка, сводной сестрой наказного гетмана Павла Полуботка.